# Тискилва (Илиноис)
Тискилва (енгл. Tiskilwa) град је у америчкој савезној држави Илиноис.

## Демографија
По попису из 2010. године број становника је 829, што је 42 (5,3%) становника више него 2000. године.
| Група             | 2000.       | 2010.       |
| Белци             | 763 (97,0%) | 796 (96,0%) |
| Афроамериканци    | 2 (0,3%)    | 2 (0,2%)    |
| Азијати           | 2 (0,3%)    | 3 (0,4%)    |
| Хиспаноамериканци | 7 (0,9%)    | 9 (1,1%)    |
| Укупно            | 787         | 829         |